# T.J. Dillashaw
Tyler Jeffrey «T.J.» Dillashaw (Angels Camp, California, Estados Unidos; 7 de febrero de 1986) es un artista marcial mixto estadounidense que compitió en la categoría de peso gallo en Ultimate Fighting Championship. Dillashaw ha sido Campeón de Peso Gallo de UFC en 2 ocasiones con triunfos notables ante Renan Barão y Cody Garbrandt.

## Carrera en artes marciales mixtas

### Ultimate Fighting Championship
Dillashaw hizo su debut en UFC el 3 de diciembre de 2011 en The Ultimate Fighter 14 Finale. La pelea fue la final del torneo de peso gallo contra John Dodson para determinar el ganador de The Ultimate Fighter 14. Dillashaw perdió la pelea por nocaut técnico en la primera ronda.
En su segunda pelea, Dillashaw se enfrentó a Walel Watson el 15 de febrero de 2012 en UFC on Fuel TV 1. Dillashaw ganó la pelea por decisión unánime.
Dillashaw se enfrentó a Vaughan Lee el 11 de julio de 2012 en UFC on Fuel TV 4. Dillashaw ganó la pelea por sumisión en la primera ronda.
Dillashaw se enfrentó a Issei Tamura el 16 de marzo de 2013 en UFC 158. Dillashaw ganó la pelea por nocaut en la segunda ronda. En abril del mismo año, Dillashaw se enfrentó a Hugo Viana en UFC on Fox 7, ganando la pelea por nocaut técnico en la primera ronda.
El 9 de octubre, Dillashaw se enfrentó a Raphael Assunção en UFC Fight Night 29. Dillashaw perdió la pelea por decisión dividida. Tras el evento, ambos peleadores ganaron el premio a la Pelea de la Noche.
En su primera pelea de 2014, Dillashaw se enfrentó a Mike Easton el 15 de enero en UFC Fight Night 35. Dillashaw ganó la pelea por decisión unánime.
Dillashaw se enfrentó a Renan Barão por el Campeonato de Peso Gallo el 24 de mayo de 2014 en UFC 173. Dillashaw ganó la pelea por nocaut técnico en la quinta ronda, ganando así el campeonato. Tras el evento, ambos peleadores ganaron el premio a la Pelea de la Noche y Dillashaw obtuvo el premio a la Actuación de la Noche por su actuación.
El 30 de agosto de 2014, Dillashaw se enfrentó a Joe Soto en UFC 177. Dillashaw ganó la pelea por nocaut en la quinta ronda, reteniendo así el título de peso gallo y ganando el premio a la Actuación de la Noche.
El 25 de julio de 2015, Dillashaw se enfrentó a Renan Barão en UFC on Fox 16. Dillashaw ganó la pelea por nocaut técnico en la cuarta ronda, defendiendo así el campeonato y ganando el premio a la Actuación de la Noche.
Dillashaw se enfrentó a Dominick Cruz el 17 de enero de 2016 en UFC Fight Night 81. Dillashaw perdió la pelea por decisión dividida. Tras el evento, ambos peleadores ganaron el premio a la Pelea de la Noche.
Una revancha con Raphael Assunção tuvo lugar el 9 de julio de 2016, en UFC 200. Dillashaw ganó la pelea por decisión unánime.
Dillashaw se enfrentó a John Lineker el 30 de diciembre de 2016 en UFC 207. Ganó el combate por decisión unánime, en la que los tres jueces anotaron un resultado de 30-26 a favor de Dillashaw.
En enero de 2017, UFC anunció que Dillashaw sería uno de los entrenadores, junto al actual   Campeón de Peso Gallo de UFC (y excompañero de equipo de Team Alpha Male) Cody Garbrandt en The Ultimate Fighter 25, con el combate esperado para el 8 de julio de 2017 en UFC 213. Sin embargo, la pelea fue cancelada el 23 de mayo después de que Garbrandt sufriera una lesión en la espalda. La pelea fue reprogramada y finalmente se llevó a cabo el 4 de noviembre de 2017 en UFC 217. Ganó la pelea por nocaut en la segunda ronda recuperando así el Campeonato de Peso Gallo de UFC.
Dillashaw se enfrentó a Cody Garbrandt en una revancha por el Campeonato de Peso Gallo de UFC el 4 de agosto de 2018 en el UFC 227. Ganó la pelea en la primera ronda por TKO reteniendo así el campeonato de Peso Gallo de UFC.

#### Pelea con Henry Cejudo
Dillashaw estaba inicialmente programado para enfrentar a Henry Cejudo por el Campeonato Mundial de Peso Mosca de UFC el 26 de enero de 2019, en UFC 233. Sin embago, luego de que el pay-per-view fuera cancelado, la pelea fue trasladada para encabezar UFC Fight Night 143 el 19 de enero de 2019. Dillashaw perdió la pelea por TKO en el primer asalto.

#### Suspensión por dopaje y renuncia del título de peso gallo
El 20 de marzo de 2019, Dillashaw anunció que renunciaría voluntariamente al campeonato de peso gallo de UFC luego de que USADA y la Comisión Atlética de Nueva York (NYSAC) encontrara pruebas adversas en su pelea contra Henry Cejudo. Dillashaw recibió una suspensión de 12 meses por parte de la NYSAC, retroactiva al 19 de enero de 2019, 2019, fecha de la pelea contra Cejudo. El 9 de abril, se anunció que Dilllashaw había sido suspendido por dos años por USADA (adicional a la suspensión dada por la NYSAC) por haber dado positivo por Eritropoyetina (EPO) previo a su pelea con Henry Cejudo. Fue elegible para competir de nuevo el 19 de enero de 2021.
El 12 de abril de 2019, Dillashaw rompió su silencio sobre su test de drogas fallido y su suspensión con una publicación de Instagram, reconociendo que había usado sustancias prohibidas y declaró que la decisión fue tomada únicamente por él, y sobre lo que él "realmente se [sentía] mal era sobre" la mala fama que le trajo a sus entrenadores, familia y compañeros de equipo por asociarlos a él. También dijo que su uso de EPO fue limitado a la pelea con Cejudo y dijo que la USADA había retesteado todas las muestras de sus previas pruebas de drogas para confirmar esto.
El 5 de diciembre de 2022, Dillashaw fue removido del roster de UFC tras decidir retirarse del deporte.

## Vida personal
Dillashaw se casó con su esposa Rebecca en junio de 2014. En octubre del 2015 decide abandonar el equipo Alpha Male de Urijah Faber y mudarse a Denver, Colorado para entrenar junto al peleador de UFC, Duane Ludwig. Entre sus pasatiempos se encuentra la caza con arco, "no hay nada mejor que acampar en el medio de la nada, junto con tus amigos y familiares para disfrutar un buen día de cacería. Me ayuda a relajar mi cuerpo y distraer mi mente, al mismo tiempo que es un desafío muy entretenido".

## Campeonatos y logros
- Ultimate Fighting Championship
  - Campeón de Peso Gallo de UFC (dos veces)
  - Pelea de la Noche (tres veces)
  - Actuación de la Noche (cinco veces)

## Récord en artes marciales mixtas
| Resultado | Récord | Oponente           | Método                             | Evento                                  | Fecha                   | Ronda | Tiempo | Localización                | Notas                                                                                                  |
| --------- | ------ | ------------------ | ---------------------------------- | --------------------------------------- | ----------------------- | ----- | ------ | --------------------------- | --- |
| Derrota   | 17–5   | Aljamain Sterling  | TKO (golpes)                       | UFC 280                                 | 22 de octubre de 2022   | 2     | 3:44   | Abu Dhabi                   | Por el Campeonato de Peso Gallo de la UFC.                                                             |
| Victoria  | 17–4   | Cory Sandhagen     | Decisión (dividida)                | UFC on ESPN: Sandhagen vs. Dillashaw    | 24 de julio de 2021     | 5     | 5:00   | Las Vegas, Nevada           | Regreso a peso gallo.                                                                                  |
| Derrota   | 16–4   | Henry Cejudo       | TKO (golpes)                       | UFC Fight Night: Cejudo vs. Dillashaw   | 19 de enero de 2019     | 1     | 0:32   | Brooklyn, Nueva York        | Por el Campeonato de Peso Mosca de UFC; Dio positivo por eritropoyetina y fue suspendido por dos años. |
| Victoria  | 16–3   | Cody Garbrandt     | TKO (rodillazo y golpes)           | UFC 227                                 | 4 de agosto de 2018     | 1     | 4:17   | Los Ángeles, California     | Defendió el Campeonato de Peso Gallo de UFC; Actuación de la noche.                                    |
| Victoria  | 15–3   | Cody Garbrandt     | TKO (golpes)                       | UFC 217                                 | 4 de noviembre de 2017  | 2     | 2:41   | New York City, New York     | Ganó el Campeonato de Peso Gallo de UFC; Actuación de la Noche.                                        |
| Victoria  | 14–3   | John Lineker       | Decisión (unánime)                 | UFC 207                                 | 30 de diciembre de 2016 | 3     | 5:00   | Las Vegas, Nevada           | |
| Victoria  | 13–3   | Raphael Assunção   | Decisión (unánime)                 | UFC 200                                 | 9 de julio de 2016      | 3     | 5:00   | Las Vegas, Nevada           | |
| Derrota   | 12–3   | Dominick Cruz      | Decisión (dividida)                | UFC Fight Night: Dillashaw vs. Cruz     | 17 de enero de 2016     | 5     | 5:00   | Boston, Massachusetts       | Perdió el Campeonato de Peso Gallo de UFC; Pelea de la Noche.                                          |
| Victoria  | 12–2   | Renan Barão        | TKO (golpes)                       | UFC on Fox: Dillashaw vs. Barão 2       | 25 de julio de 2015     | 4     | 0:35   | Chicago, Illinois           | Defendió el Campeonato de Peso Gallo de UFC; Actuación de la Noche.                                    |
| Victoria  | 11–2   | Joe Soto           | KO (patada a la cabeza y golpes)   | UFC 177                                 | 30 de agosto de 2014    | 5     | 2:20   | Sacramento, California      | Defendió el Campeonato de Peso Gallo de UFC; Actuación de la Noche.                                    |
| Victoria  | 10–2   | Renan Barão        | TKO (patada a la cabeza y golpes)  | UFC 173                                 | 24 de mayo de 2014      | 5     | 2:26   | Las Vegas, Nevada           | Ganó el Campeonato de Peso Gallo de UFC; Pelea de la Noche; Actuación de la Noche.                     |
| Victoria  | 9–2    | Mike Easton        | Decisión (unánime)                 | UFC Fight Night: Rockhold vs. Philippou | 15 de enero de 2014     | 3     | 5:00   | Duluth, Georgia             | |
| Derrota   | 8–2    | Raphael Assunção   | Decisión (dividida)                | UFC Fight Night: Maia vs. Shields       | 9 de octubre de 2013    | 3     | 5:00   | Barueri                     | Pelea de la Noche.                                                                                     |
| Victoria  | 8–1    | Hugo Viana         | TKO (golpes)                       | UFC on Fox: Henderson vs. Melendez      | 20 de abril de 2013     | 1     | 4:22   | San José, California        | |
| Victoria  | 7–1    | Issei Tamura       | KO (rodillazo y golpes)            | UFC 158                                 | 16 de marzo de 2013     | 2     | 0:26   | Montreal                    | |
| Victoria  | 6–1    | Vaughan Lee        | Sumisión (rear-naked choke de pie) | UFC on Fuel TV: Muñoz vs. Weidman       | 11 de julio de 2012     | 1     | 2:33   | San José, California        | |
| Victoria  | 5–1    | Walel Watson       | Decisión (unánime)                 | UFC on Fuel TV: Sanchez vs. Ellenberger | 15 de febrero de 2012   | 3     | 5:00   | Omaha, Nebraska             | |
| Derrota   | 4–1    | John Dodson        | TKO (golpes)                       | The Ultimate Fighter 14 Finale          | 3 de diciembre de 2011  | 1     | 1:54   | Las Vegas, Nevada           | Perdió TUF 14.                                                                                         |
| Victoria  | 4–0    | Taylor McCorriston | TKO (golpes)                       | Capitol Fighting Championships          | 20 de noviembre de 2010 | 3     | 1:07   | Sacramento, California      | |
| Victoria  | 3–0    | Mike Suárez        | Sumisión (rear-naked choke)        | Rebel Fighter: Domination               | 2 de octubre de 2010    | 1     | 2:42   | Roseville, California       | |
| Victoria  | 2–0    | Brandon Drucker    | Sumisión (rear-naked choke)        | Fight for Wrestling 1                   | 22 de mayo de 2010      | 1     | 2:46   | San Luis Obispo, California | |
| Victoria  | 1–0    | Czar Sklavos       | Decisión (unánime)                 | King of the Cage: Legacy                | 26 de marzo de 2010     | 3     | 5:00   | Reno, Nevada                | |